# Colonne de la peste de Kutná Hora
La colonne de la peste de Kutná Hora, également connue sous le nom de colonne de la Vierge Marie Immaculée, est située dans la ville de Kutná Hora dans la région de Bohême centrale de la République tchèque. Elle est protégée en tant que patrimoine culturel.

## Histoire
Cette colonne de peste baroque a été construite par le sculpteur jésuite František Baugut. Elle a été érigée entre 1713 et 1715 en commémoration de la peste contemporaine qui a tué plus d'un millier de personnes. La colonne est décorée par la statue de la Vierge Marie Immaculée et les thèmes typiques du travail de Kutná Hora (reliefs des mineurs).

## Voir également
- Colonne de la peste de Vienne
- Colonne de la peste de Maribor
- Colonne de la peste de Košice